# Esse É o Clima
Esse é o Clima é o sexto CD e primeiro DVD ao vivo do grupo musical Turma do Pagode, que foi lançado em 2010.
O DVD foi gravado na casa A Seringueira, em São Paulo, no dia 24 de novembro de 2009, e traz músicas inéditas, regravações e músicas de sua trajetória. Vale ressaltar que a maioria das músicas gravadas são de composição dos integrantes do grupo: Leandro Filé, Marcelinho TDP, Caramelo e Fabiano Art.

## Faixas

### CD
| N.º | Título                                                       | Compositor(es)                                                                          | Duração |  |
| 1.  | "Pot-Pourri: Festa no Quintal / Vai Com Deus / Dia de Samba" | Neném Chama; Carlinhos Figueiredo / Claudemir; Leandro Filé / Marcelinho TDP / Caramelo | 6:15    |  |
| 2.  | "Já Virou Rotina"                                            | Ronaldo Barcellos / André Renato                                                        | 4:25    |  |
| 3.  | "Pro Meu Mundo Girar"                                        | Leandro Filé / Marcelinho TDP / Caramelo                                                | 2:50    |  |
| 4.  | "Camisa 10"                                                  | Charlles André                                                                          | 3:17    |  |
| 5.  | "Selinho"                                                    | Leandro Filé / Paulinho Ramos / Caramelo                                                | 3:30    |  |
| 6.  | "De Repente o Céu"                                           | André Renato / Felipe Silva / Marquinhos Pqd                                            | 4:29    |  |
| 7.  | "Isso é Que Dá"                                              | André Renato / Carlos Caetano                                                           | 2:57    |  |
| 8.  | "Toma Jeito Coração"                                         | Thiaguinho / Pezinho                                                                    | 3:29    |  |
| 9.  | "Vai Rolar"                                                  | Leandro Filé / Caramelo / Fabiano Art                                                   | 3:06    |  |
| 10. | "Pot-Pourri: Vi Acontecer / Coração"                         | André Pinheiro / Dedo; Leandro Filé / Marcelinho TDP / Caramelo                         | 4:53    |  |
| 11. | "Da Cor do Pecado"                                           | Fabiano Art                                                                             | 3:15    |  |
| 12. | "Nada a Ver/ Embaraçado / Toda Noite Eu"                     | André Renato / Claudemir; Rosyl ; Luciano Becker / Maicon Simpatia                      | 5:31    |  |
| 13. | "Não Tem Saída"                                              | Tiago Alexandre / Marcelinho TDP                                                        | 3:00    |  |
| 14. | "Primeiro Lugar (Quando Ela Souber)"                         | Carlos Caetano / Adriano Ribeiro / Saulinho                                             | 3:03    |  |

### DVD
| Lista de faixas |                                                                 |         |  |
| N.º             | Título                                                          | Duração |  |
| 1.              | "Pot-Pourri: Festa no Quintal / Vai Com Deus / Dia de Samba"    | 6:18    |  |
| 2.              | "Já Virou Rotina"                                               | 4:27    |  |
| 3.              | "Pro Meu Mundo Girar"                                           | 2:53    |  |
| 4.              | "Camisa 10"                                                     | 3:20    |  |
| 5.              | "Não Faz Cara Feia"                                             | 2:40    |  |
| 6.              | "De Bobeira"                                                    | 3:44    |  |
| 7.              | "Selinho"                                                       | 3:34    |  |
| 8.              | "De Repente o Céu"                                              | 2:59    |  |
| 9.              | "Isso é Que Dá"                                                 | 4:30    |  |
| 10.             | "Toma Jeito Coração"                                            | 3:32    |  |
| 11.             | "A Gente Já Não Rola"                                           | 3:00    |  |
| 12.             | "Pot-Pourri: Louco Apaixonado / Fato Consumado / Greve de Amor" | 5:31    |  |
| 13.             | "Vai Rolar"                                                     | 3:09    |  |
| 14.             | "Vi Acontecer / Coração"                                        | 4:56    |  |
| 15.             | "Da Cor do Pecado"                                              | 1:30    |  |
| 16.             | "Pot-Pourri: Nada a Ver / Embaraçado / Toda Noite Eu"           | 5:36    |  |
| 17.             | "Pot-Pourri: Pensando em Você / Pingos de Amor"                 | 2:54    |  |
| 18.             | "Não Tem Saída"                                                 | 3:02    |  |
| 19.             | "Primeiro Amor (Quando Ela Souber)"                             | 3:05    |  |
| 20.             | "Pot-Pourri: Tá Na Hora / Pagode do Bom"                        | 4:41    |  |